# Impasse Canart
Impasse Canart är en återvändsgata i Quartier du Bel-Air i Paris tolfte arrondissement. Gatan är uppkallad efter den markägare, på vars mark gatan anlades. Impasse Canart börjar vid Rue de la Voûte 34.

## Omgivningar
- Immaculée-Conception
- Saint-Louis de Vincennes
- Jardin Debergue – Rendez-Vous
- Cité du Rendez-Vous
- Cité Debergue
- Impasse Vassou

## Bilder
| - Gatuskylt. - Immaculée-Conception. - Saint-Louis de Vincennes. - Jardin Debergue – Rendez-Vous. |

## Kommunikationer
- Tunnelbana – linje  – Porte de Vincennes
- Busshållplats Porte de Vincennes – Paris bussnät

### Webbkällor
- ”Impasse Canart”. Mairie de Paris. https://web.archive.org/web/20160303183903/http://www.v2asp.paris.fr/commun/v2asp/v2/nomenclature_voies/Voieactu/1474.nom.htm. Läst 15 december 2023.
- ”Impasse Canart (12ème arrondissement)”. Les rues de Paris. https://web.archive.org/web/20160409073342/http://www.parisrues.com/rues12/paris-12-impasse-canart.html. Läst 15 december 2023.